# Lac de Varano
Le lac de Varano est un lac des Pouilles appartenant entièrement à la province de Foggia. Il est divisé entre les communes de Cagnano Varano, Carpino et Ischitella. Avec une superficie d'environ 60,5 km2, c'est le plus grand lac côtier italien, en plus d'être le septième lac de la péninsule et le plus grand du sud de l'Italie.

## Géographie

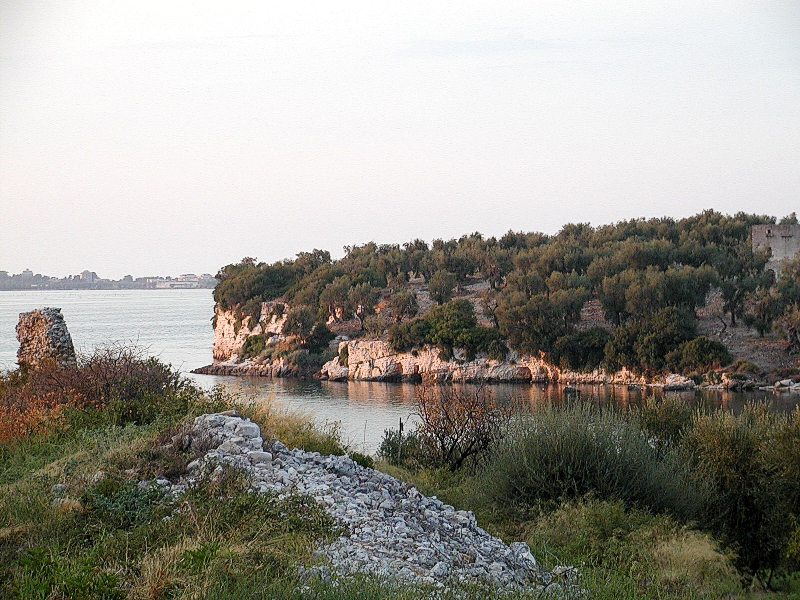

Situé sur la côte nord de la péninsule du Gargano, il est traditionnellement appelé lac, même s'il s'agit d'une lagune et donc d'un bassin d'eau salée, malgré une salinité environ un tiers inférieure à celle de la mer Adriatique voisine . Creusé dans la masse calcaire du Gargano, entre le promontoire du Monte Devio et la pointe du Rodi Garganico, il a une forme vaguement trapézoïdale qui s'étend sur une largeur d'environ 10 km, ce qui le place à l'intérieur du promontoire du Gargano sur environ 7 km.
Son périmètre mesure environ 33 km, sa superficie est égale à 60,5 km2 et la profondeur de l'eau varie de 2 à environ 5 m (avec une moyenne de 3 m), selon les endroits, à mesure que l'on s'éloigne du rivage vers le centre du bassin.
Au nord, elle est séparée de la mer Adriatique par une ligne de terre très étroite, appelée île de Varano, d'environ 10 km de long et 1 km de large, couverte de pins, d'eucalyptus et d'autres plantes.
Le lac est alimenté par deux sources souterraines et communique avec la mer Adriatique via deux canaux : l'embouchure de Varano et l'embouchure de Capojale.

## Formation
Au Ier siècle apr. J.-C., selon la documentation de Pline l'Ancien, à la place du lac actuel, il n'existait qu'une crique (ou un golfe) appelée Seno Uriano par le naturaliste latin.
La formation d'un cordon côtier, provoquée par les courants marins et les vents qui transportaient les débris des rivières qui ont leur embouchure dans la moyenne Adriatique, a fermé cette baie marine, donnant ainsi naissance au lac de Varano.
La formation du lac peut être datée vers l'an mille. En 1158, le lac fut mentionné pour la première fois dans la bulle du pape Adrien IV.

## Aire protégée
La réserve naturelle de l'île de Varano a été créée
en 1977 sur l'étroite bande côtière qui sépare le lac de la mer Adriatique.